# Enganski jezici
Enganski jezici (nekad nazivana West-Central East New Guinea Highlands), skupina transnovogvinejskih jezika koji se govore na području Papue Nove Gvineje. Najznačajniji među njima je jezik enga, sa 165 000 govornika (Wurm and Hattori 1981). 
Obuhvaća 14 jezika koji se dalje dijele na tri podskupine, to su Angal-Kewa (7) jezika; Enga (6) jezika; i podskupina Huli (1) s jedinim istoimenim jezikom huli.

## Vanjske poveznice
- Ethnologue (14th)
- Ethnologue (15th)